# 持続可能な開発のための2030アジェンダ
持続可能な開発のための2030アジェンダ（じぞくかのうなかいはつのための2030アジェンダ、英語: The 2030 Agenda for Sustainable Development）は、2015年9月25日の国連総会で採択された国際社会共通の目標・行動計画（アジェンダ）。
ミレニアム開発目標 (MDGs) が2015年で終了することを受け、国連が向こう15年間（2030年まで）の新たな持続可能な開発の指針として策定した。「持続可能な開発目標」(Sustainable Development Goals: SDGs) を中核とする。単に2030アジェンダ (2030 Agenda) とも。

## 概要
2014年の国連総会で新たな開発目標「ポスト2015開発アジェンダ」が検討され、それをより具体化させたのが合意文書『Transforming Our World: The 2030 Agenda for Sustainable Development（我々の世界を変革する：持続可能な開発のための2030アジェンダ）』となる。全文はウィキソースの「持続可能な開発のための2030アジェンダ」を参照。

### 要旨
- 1日1.25ドル未満で暮らす極度の貧困層をなくす
- 飢餓をなくし、全ての人に安全で充分な食糧を提供する
- 新生児と5歳未満の子供の予防可能な死亡事例をなくす
- 全ての子供が質の高い初等・中等教育を受けられるようにする
- 女性や少女への性別による差別を無くす
- 全ての人に安全で安価な飲料水を提供する
- 再生可能エネルギーの利用比率を大幅に向上させる
- 自然災害などに強い生活環境の整備を進める
- 子供に対する虐待や搾取、人身売買などを無くす